# Stop (canção de Bang)
Stop (alfabeto grego: Στοπ) foi a canção que representou a Grécia no Festival Eurovisão da Canção 1987, interpretada em grego pela banda Bang (formada por Vassilis Dertillis e Thanos Kalliris).
Foi a 11.ª canção a ser interpretada na noite do evento, a seguir à canção turca Şarkım Sevgi Üstüne, interpretada por Seyyal Taner & Grup Lokomotif e antes da canção neerlandesa Rechtop in de wind, interpretada pela banda Marcha. A canção terminou em décimo lugar, recebendo um total de 64 pontos.   

## Autores
- Letrista:   Vassilis Dertillis, Thanos Kalliris
- Compositor: Thanos Kalliris, Vassilis Dertillis
- Orquestrador: Giorgos Niachros

## Letra
A canção é dirigida a uma mulher que leva uma vida muito agitada como as artistas famosas levavam, como Greta Garbo e que não tinha tempo para fazer outras coisas. O cantor sugere-lhe que deveria levar uma vida mais calma e gozar a vida, de outro modo, faltaria as coisas boas da vida. 